# Maria Alves
Maria Aparecida Souza Alves (Corrente, Piauí, Brasil; 7 de julio de 1993), conocida en los medios deportivos como Maria, es una futbolista brasileña. Juega como delantera en el Palmeiras del Brasileirão Femenino de Brasil. Fue internacional con la selección de Brasil.

## Selección nacional
Maria representó a la selección sub-20 de Brasil en la Copa Mundial Sub-20 de 2012. Debutó con la selección mayor de Brasil en 2017.

## Estadísticas

### Clubes
| Club            | País   | Año             |
| --------------- | ------ | --------------- |
| Vitória         | Brasil | 2012            |
| Centro Olímpico | Brasil | 2013            |
| São José        | Brasil | 2014            |
| Santos          | Brasil | 2015 - 2019     |
| Juventus        | Italia | 2019 - 2021     |
| Palmeiras       | Brasil | 2021 - presente |

## Palmarés

### Títulos nacionales
| Título               | Club            | País   | Año     |
| -------------------- | --------------- | ------ | ------- |
| Brasileirão Femenino | Centro Olímpico | Brasil | 2013    |
| Brasileirão Femenino | Santos          | Brasil | 2017    |
| Campeonato Paulista  | Santos          | Brasil | 2018    |
| Copa Italia          | Juventus        | Italia | 2018-19 |
| Supercopa de Italia  | Juventus        | Italia | 2019    |
| Serie A              | Juventus        | Italia | 2019-20 |
| Supercopa de Italia  | Juventus        | Italia | 2020    |
| Serie A              | Juventus        | Italia | 2020-21 |

### Títulos internacionales
| Título                                      | Club     | País   | Año  |
| ------------------------------------------- | -------- | ------ | ---- |
| Campeonato Internacional de Clubes Femenino | São José | Japón  | 2014 |
| Copa Libertadores Femenina                  | São José | Brasil | 2014 |

(*) Incluyendo la Selección